# Grand Prix Kanady 1968
Grand Prix Kanady 1968 (oficiálně VIII Player's Grand Prix) se jela na okruhu Circuit Mont-Tremblant v Québec v Kanadě dne 22. září 1968. Závod byl desátým v pořadí v sezóně 1968 šampionátu Formule 1.

## Závod
| Poř.   | No. | Jezdec               | Konstruktér   | Počet kol | Čas/Odstoupení    | Pořadí na startu | Body |
| ------ | --- | -------------------- | ------------- | --------- | ----------------- | ---------------- | ---- |
| 1      | 1   | Denny Hulme          | McLaren-Ford  | 90        | 2:27:11.2         | 6                | 9    |
| 2      | 2   | Bruce McLaren        | McLaren-Ford  | 89        | + 1 kolo          | 8                | 6    |
| 3      | 16  | Pedro Rodríguez      | BRM           | 88        | + 2 kola          | 12               | 4    |
| 4      | 3   | Graham Hill          | Lotus-Ford    | 86        | + 4 kola          | 5                | 3    |
| 5      | 21  | Vic Elford           | Cooper-BRM    | 86        | + 4 kola          | 16               | 2    |
| 6      | 14  | Jackie Stewart       | Matra-Ford    | 83        | + 7 kol           | 11               | 1    |
| Ret    | 18  | Jean-Pierre Beltoise | Matra         | 77        | Převodovka        | 15               |      |
| Ret    | 9   | Chris Amon           | Ferrari       | 72        | Převodovka        | 2                |      |
| Ret    | 15  | Johnny Servoz-Gavin  | Matra-Ford    | 71        | Nehoda            | 13               |      |
| NC     | 20  | Lucien Bianchi       | Cooper-BRM    | 56        | + 34 kol          | 18               |      |
| Ret    | 19  | Henri Pescarolo      | Matra         | 54        | Tlak oleje        | 19               |      |
| Ret    | 6   | Jochen Rindt         | Brabham-Repco | 39        | Přehřátí          | 1                |      |
| Ret    | 4   | Jackie Oliver        | Lotus-Ford    | 32        | Hřídel            | 9                |      |
| Ret    | 5   | Jack Brabham         | Brabham-Repco | 31        | Zavěšení          | 10               |      |
| Ret    | 12  | Jo Siffert           | Lotus-Ford    | 29        | Únik oleje        | 3                |      |
| Ret    | 11  | Dan Gurney           | McLaren-Ford  | 29        | Chladič           | 4                |      |
| Ret    | 24  | Piers Courage        | BRM           | 22        | Převodovka        | 14               |      |
| Ret    | 27  | Bill Brack           | Lotus-Ford    | 18        | Hřídel            | 20               |      |
| Ret    | 8   | John Surtees         | Honda         | 10        | Převodovka        | 7                |      |
| Ret    | 22  | Jo Bonnier           | McLaren-BRM   | 0         | Palivový systém   | 17               |      |
| DNS    | 10  | Jacky Ickx           | Ferrari       |           | Nehoda v tréninku |                  |      |
| DNS    | 25  | Al Pease             | Eagle-Climax  |           | Motor             |                  |      |
| Zdroj: |     |                      |               |           |                   |                  |      |

## Průběžné pořadí po závodě
Pohár jezdců
|        | Pořadí | Jezdec         | Body |
| ------ | ------ | -------------- | ---- |
|        | 1      | Graham Hill    | 33   |
| 2      | 2      | Denny Hulme    | 33   |
|        | 3      | Jackie Stewart | 27   |
| 2      | 4      | Jacky Ickx     | 27   |
| 4      | 5      | Bruce McLaren  | 15   |
| Zdroj: |        |                |      |

Pohár konstruktérů
|        | Pořadí | Konstruktér  | Body |
| ------ | ------ | ------------ | ---- |
|        | 1      | Lotus-Ford   | 47   |
| 2      | 2      | McLaren-Ford | 40   |
| 1      | 3      | Matra-Ford   | 36   |
| 1      | 4      | Ferrari      | 32   |
|        | 5      | BRM          | 25   |
| Zdroj: |        |              |      |